# Mont Senjō

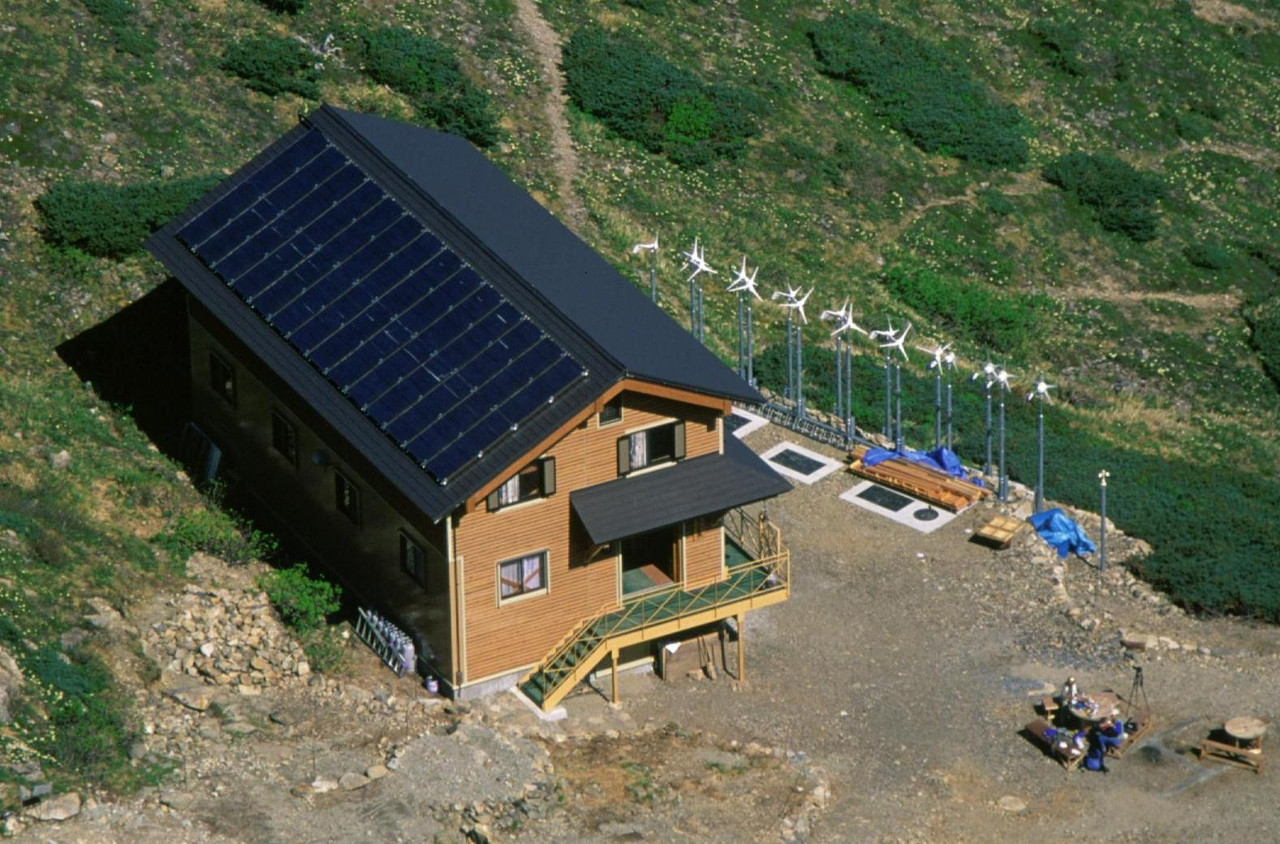
Refuge de montagne sur le mont Senjō

Le mont Senjō (仙丈ヶ岳, Senjō-ga-dake) est l'une des 100 montagnes célèbres du Japon. Culminant à 3 032 m d'altitude, elle se trouve à la limite de Minami-Alps dans la préfecture de Yamanashi et d'Ina dans la préfecture de Nagano au Japon. Cette montagne est l'un des principaux sommets des monts Akaishi.

## Hydrographie
Trois rivières qui prennent leur source sur le Senjō-ga-dake se jettent dans l'océan Pacifique :
- la Noro-gawa (affluent du fleuve Fuji) ;
- la Todai-gawa, la Mibu-gawa (affluents du fleuve Tenryū).